# إدوارد ديكستر هولبرووك
إدوارد ديكستر هولبرووك هو محامي وسياسي أمريكي، ولد في 6 مايو 1836 في إليريا في الولايات المتحدة، وتوفي في 18 يونيو 1870 في أيداهو سيتي في الولايات المتحدة. نشط حزبياً في الحزب الديمقراطي. وقد انتخب عضو مجلس النواب الأمريكي ‏.